# Hr.Ms. K XII (1925)
Hr.Ms. K XII was een Nederlandse onderzeeboot van de K XI-klasse. De K XII werd gebouwd door de Rotterdamse scheepswerf Fijenoord. Net als alle andere K onderzeeboten werd de K XII door het Nederlandse ministerie van Koloniën als patrouilleschip voor Nederlands-Indië aangeschaft. Op 19 september 1926 vertrok de boot vanuit Den Helder naar Nederlands-Indië waar hij op 29 december van datzelfde jaar in Soerabaja aankwam. De K XII is een van de zes onderzeeboten die deelnamen aan de vlootschouw op 6 september 1938. Deze vlootschouw in Soerabaja was ter ere van het veertigjarig regeringsjubileum van Koningin Wilhelmina. Van september 1939 tot december 1941 is de K XII onderdeel van operaties die de neutraliteit van Nederlands-Indië moesten afdwingen.

## De K XII tijdens WOII
Aan het eind van 1941 werd de K XII ingedeeld bij de 2e divisie van het onderzeebootflottielje in Nederlands-Indië. Naast de K XII waren de K X, K XI, en K III ingedeeld bij de 2e divisie. Van 7 december 1941 tot 16 december 1941 patrouilleerde de K XII in de Zuid-Chinese Zee. Tijdens deze patrouille zijn twee schepen tot zinken gebracht; op 12 december een onbekend vrachtschip van +/- 8.000 ton en op 13 december de Japanse tanker ss Taizan Maru van 3525 ton.
Van 9 december 1941 tot februari 1943 viel de K XII onder Brits operationeel commando en opereerde het schip vanuit Singapore. Tijdens de terugtocht naar Singapore na een patrouille west van de Anambaseilanden pikte de K XII negen overlevenden op van een neergeschoten Brits PBY Catalina watervliegtuig. Alle drie de patrouilles die K XII uitvoerde onder Brits commando waren niet succesvol. Terug onder Nederlands commando voerde het schip één, niet succesvolle, patrouille uit ten zuidoosten van Sumatra.
Op 6 maart 1942 was de K XII een van de laatste schepen die vluchtten van Soerabaja naar Fremantle, waar het veilig aankwam op 20 maart. Vanuit Australië voerde de K XII voornamelijk operaties uit die bestonden uit het afzetten en oppikken van agenten. Deze agenten voerde operaties uit in bezet Nederlands-Indië. De K XII werd samen met de K IX en de beide bemanningen door de Koninklijke Marine ter beschikking gesteld aan de Koninklijke Australische marine voor het gebruiken bij training in onderzeebootbestrijding. Van juni 1943 tot februari 1944 werd te K XII dan ook gebruikt als doelschip ASDIC-trainingen. In september 1944 werd de K XII uit dienst genomen door de Nederlandse marine. De Australische marine wilde de K XII zelf gaan gebruiken, maar de United States Navy voorkwam dit omdat ze de K XII vanwege haar leeftijd te onbetrouwbaar vond.